# Rocher aux Pigeons
Rocher aux Pigeons  (in inglese Pigeon House Rock) è un isolotto roccioso disabitato che sorge nell'oceano Indiano, al largo della costa settentrionale di Mauritius.
L'isola fa parte del Parco nazionale delle Isole minori che raggruppa alcune isole e isolotti che sorgono al largo delle coste dell'isola madre.

## Fauna
Sull'isola nidificano tre specie di uccelli marini: la berta del Pacifico (Ardenna pacifica), il fetonte codarossa (Phaethon rubricauda) e il fetonte codabianca (Phaethon lepturus).
Sono presenti popolazioni dello scinco di Boyer (Gongylomorphus bojerii), un tempo molto comune sull'isola di Mauritius, e oggi considerato specie in pericolo critico di estinzione,  e del geco notturno di Coin de Mire (Nactus coindemirensis).